# Marita Lange

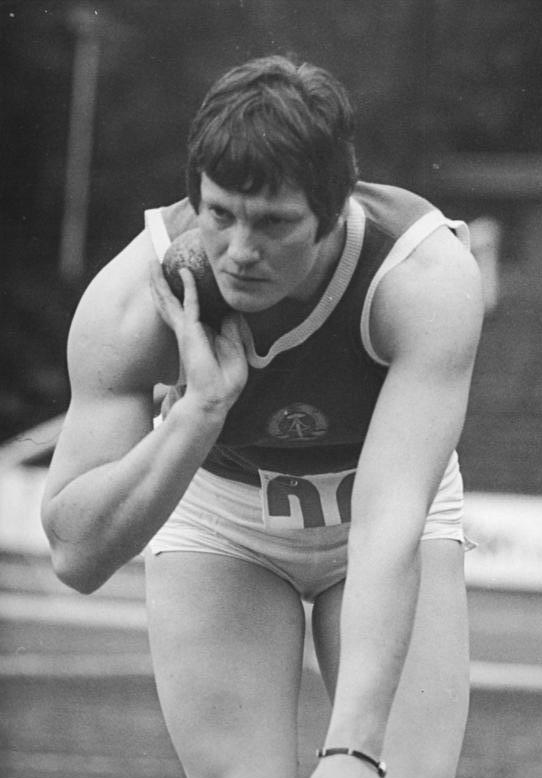
Marita Lange 1972

Marita Lange (* 22. Juni 1943 in Halle (Saale)) ist eine ehemalige deutsche Leichtathletin und Olympiamedaillengewinnerin, die in den 1960er und 1970er Jahren – für die DDR startend – zu den weltbesten Kugelstoßerinnen gehörte. Ihr größter Erfolg ist die Silbermedaille bei den Olympischen Spielen 1968 in Mexiko-Stadt.

## Erfolge im Einzelnen
- 1966, Europameisterschaften: Platz 3 (16,03 – 15,91 – ungültig – 16,29 – 16,50 – 16,96 m)
- 1968, Olympische Spiele: Platz 2 (18,78 m – ungültig – 18,17 – 18,47 – 18,20 – 18,26)
- 1969, Europameisterschaften: Platz 3 (18,13 – 18,30 – 18,02 – 18,56 m – ungültig – ungültig)
- 1970, DDR-Meisterschaften: Platz 1 (18,08 m; in Abwesenheit von Olympiasiegerin Margitta Gummel)
- 1971, Europameisterschaften: Platz 2 (18,87 – 17,99 – 18,80 – 18,63 – 19,02 – 19,25 m)
- 1972, Olympische Spiele: Platz 6 (18,85 m)
- 1974, Europameisterschaften: Platz 6 (18,60 m)

Marita Lange startete für den SC Chemie Halle und trainierte bei Lothar Hinz. In ihrer aktiven Zeit war sie 1,82 m groß und wog 86 kg. Nach dem Ende ihrer Sportlerlaufbahn wurde sie Unterstufenlehrerin und arbeitete beim Kreisvorstand Halle des DDR-Sportbundes DTSB. Nach dem Ende der DDR wurde sie Sachbearbeiterin beim Behinderten- und Rehabilitationssportverband Sachsen-Anhalt und war als Trainerin des Rollstuhlsportlers Ulrich Iser (Paralympics-Teilnehmer in Sydney 2004) tätig.

## Auszeichnungen (Auswahl)
- 1968: Vaterländischer Verdienstorden in Bronze